# Digitaria exilis
Il fonio (Digitaria exilis (Kippist) Stapf, 1915) è una pianta erbacea della famiglia delle Poaceae, diffusa nelle savane dell'Africa occidentale.

## Descrizione

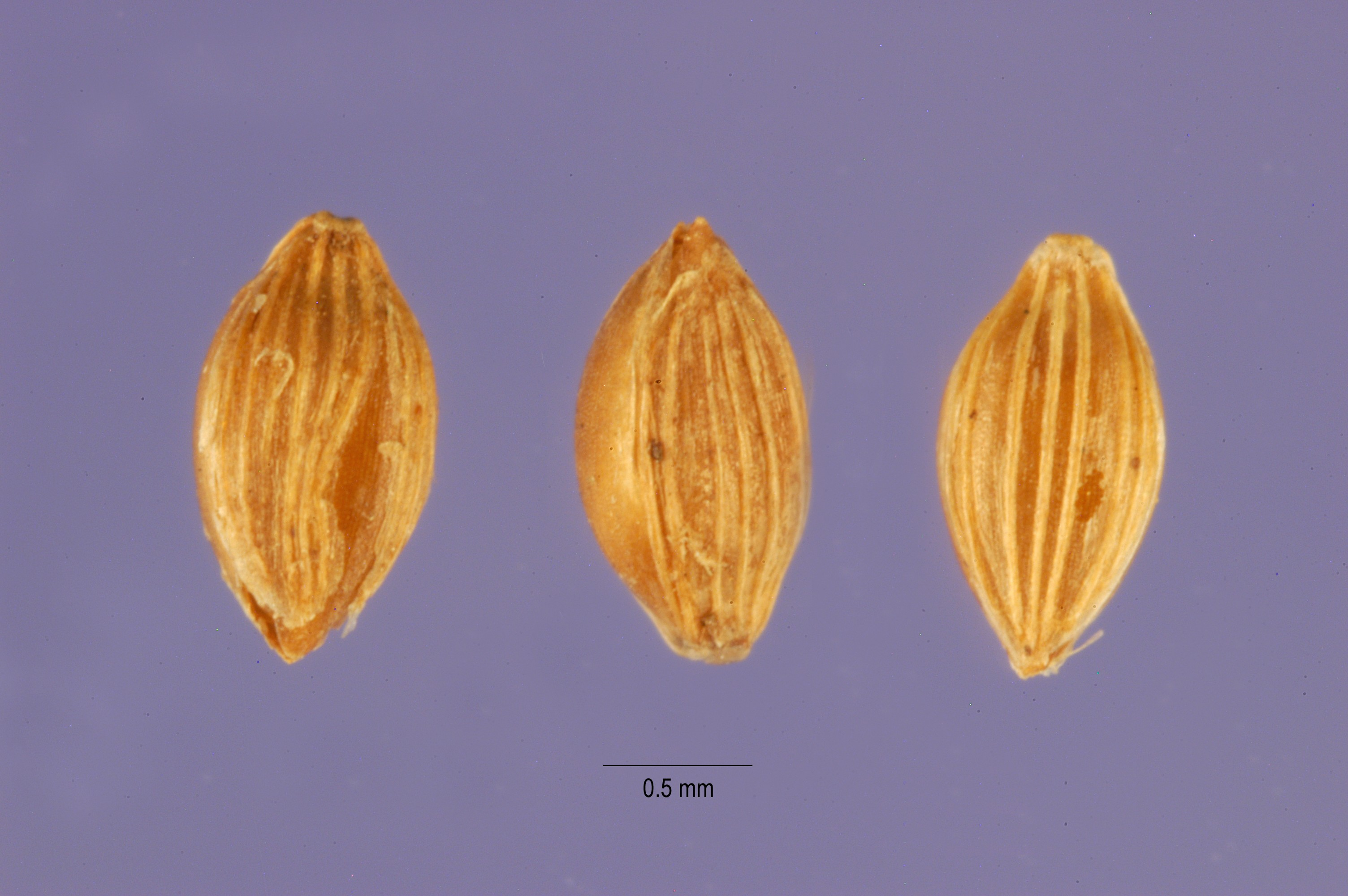
Chicchi di fonio

Il fonio è una pianta erbacea annuale, eretta, che raggiunge un'altezza dai 35 ai 75 centimetri. Ha foglie corte. Le spighe sono costituite da due a cinque parti strette e lunghe fino a 15 centimetri. Le spighette sono a fiore singolo. Le cariossidi sono molto piccole 1-1,5 millimetri di diametro ed il loro colore va dal bianco al giallastro al viola.
Secondo varie fonti, il fonio matura più velocemente di tutti gli altri tipi di cereali. Alcune varietà possono essere raccolte da sei a otto settimane dopo la semina. Altre maturano più lentamente, solitamente in 165-180 giorni.

## Distribuzione e habitat
L'areale di questa specie si estende dall'Africa occidentale tropicale al Camerun.
In Africa, questa specie può essere coltivata anche in luoghi aridi della savana e può tollerare la siccità temporanea. Tuttavia è sensibile all’eccessiva secchezza. Elevate quantità di pioggia sono ben tollerate. I limiti di precipitazioni annue vanno da 250 a 1500 mm. Le principali aree di coltivazione hanno più di 400 mm di pioggia annua. Anche se il fonio viene coltivato in parte al livello del mare, le principali aree di coltivazione si trovano ad altitudini superiori ai 600 metri.
Il fonio tollera terreni molto poveri e prospera anche in luoghi dove non crescono altri cereali. Viene coltivato prevalentemente su terreni poveri e sabbiosi, ma cresce anche su terreni rocciosi. A differenza di quasi tutte le altre colture, il fonio prospera anche su terreni argillosi acidi con un alto contenuto di alluminio. La maggior parte delle varietà prospera poco su terreni pesanti.
Si dice che il fonio sia uno dei cereali africani più antichi. Non si hanno informazioni sulla distribuzione della forma selvatica, ma si può presumere che si trovi nell'Africa occidentale, dove vengono coltivate anche le varietà locali odierne.

## Usi

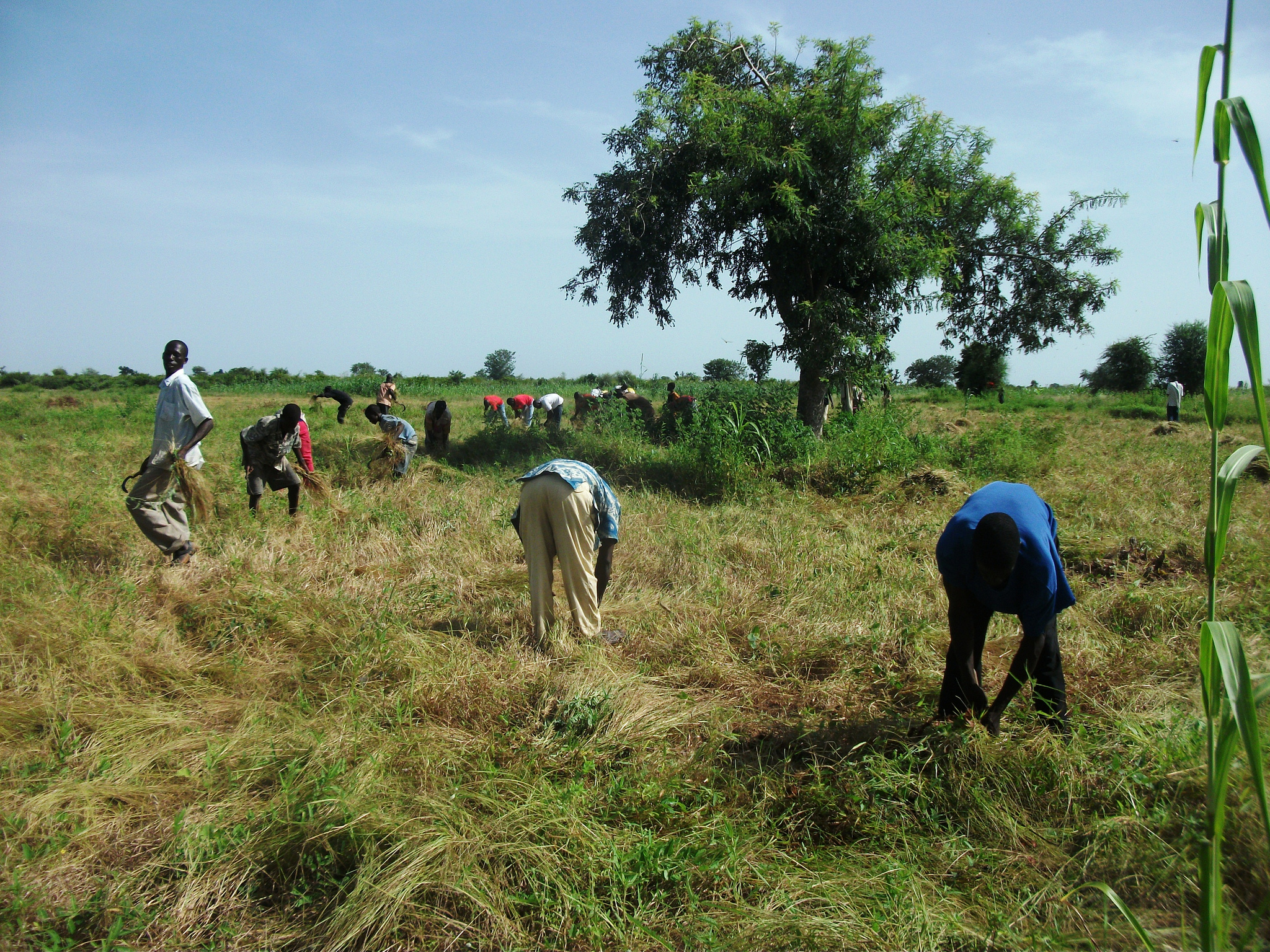
Raccolto del fonio in Mali

Il fonio viene trasformato in vari alimenti, tra cui porridge e cuscus, ma può anche essere fermentato per produrre birra o macinato e mescolato con altre farine per fare il pane. Le popolazioni Lamba del Togo producono birra (tchapalo) dal fonio. In Senegal gli alimenti per l'infanzia sono preparati con fonio.
Il fonio può essere somministrato come mangine agli animali domestici, ai ruminanti, ai maiali e al pollame. La paglia e la pula servono anche come foraggio.
La paglia del fonio viene utilizzata anche come combustibile per cucinare o mescolata con l'argilla per costruire case.

## Riferimenti nella cultura
Secondo la mitologia della gente Dogon del Mali, Amma, il creatore dell'universo, fece l'intero universo dall'esplosione di un singolo chicco di fonio, situato dentro "l'uovo del mondo".

## Prospettive
Nel 2006 l'Unione europea ha deciso di stanziare fondi per la produzione di fonio.
Con il Regolamento Europeo L 323/1 del 19 dicembre 2018 la Commissione Europea ha approvato l’introduzione in Europa del fonio come Novel Food, a seguito del dossier scientifico di richiesta presentato e gestito dalla società italiana Obà Food.
Uno studio realizzato a febbraio 2019 da WWF e Unilever ha inserito il fonio tra i “50 alimenti del futuro: ottimi per il benessere del pianeta e delle persone”. Lo studio sollecita un cambiamento radicale su larga scala al fine di salvaguardare la biodiversità e invita a mettere al centro della nostra dieta gli alimenti alternativi identificati come i “50 Future Foods”, come primo passo per contribuire al riequilibrio dell’ecosistema.